# Aglossochloris albosagittata
Aglossochloris albosagittata là một loài bướm đêm trong họ Geometridae.